# Bucky Done Gun
Bucky Done Gun – trzeci singel brytyjskiej wokalistki M.I.A. z debiutanckiego albumu „Arular”. Utwór został napisany przez M.I.A. oraz Wesleya Pentza, który jest również producentem utworu. M.I.A. wykonała tę piosenkę 3 maja 2005 w programie Jimmy Kimmel Live!. „Bucky Done Gun” znalazł się na ścieżce dźwiękowej NBA Live 06, ale został przemianowany na „Bucky Done.” Teledysk do utworu wyreżyserował Anthony Mandler.

## Listy utworów, formaty i wersje singla

### CD 1
1. „Bucky Done Gun” (radio edit) – 3:45
2. „Pull Up the People” (D'Explicit remix) – 3:35

### CD 2/maxi
1. „Bucky Done Gun” – 3:45
2. „Bucky Done Gun” (DJ Marlboro's Funk Carioca remix) – 2:37
3. „Bucky Done Gun” (¥£$ Productions's remix) – 3:26
4. „Bucky Done Gun” (DaVinChe remix) – 3:00
5. „Bucky Done Gun” (instrumental)  – 3:46
6. „Bucky Done Gun” (a capella) – 3:17

### 12” vinyl singel
1. „Bucky Done Gun” – 3:45
2. „Bucky Done Gun” (DaVinChe remix) – 3:00
3. „Pull Up the People” (D'Explicit remix) – 3:35

## Listy przebojów
| Lista (2005)     | Pozycja |
| ---------------- | ------- |
| UK Singles Chart | 88      |